# Fanø

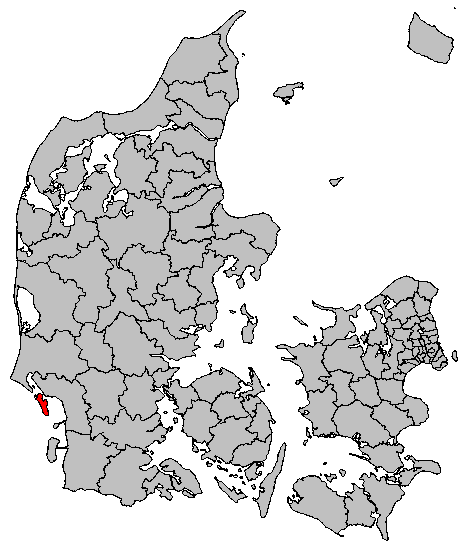
Vị trí đảo Fanø (màu đỏ) trên bản đồ Đan Mạch

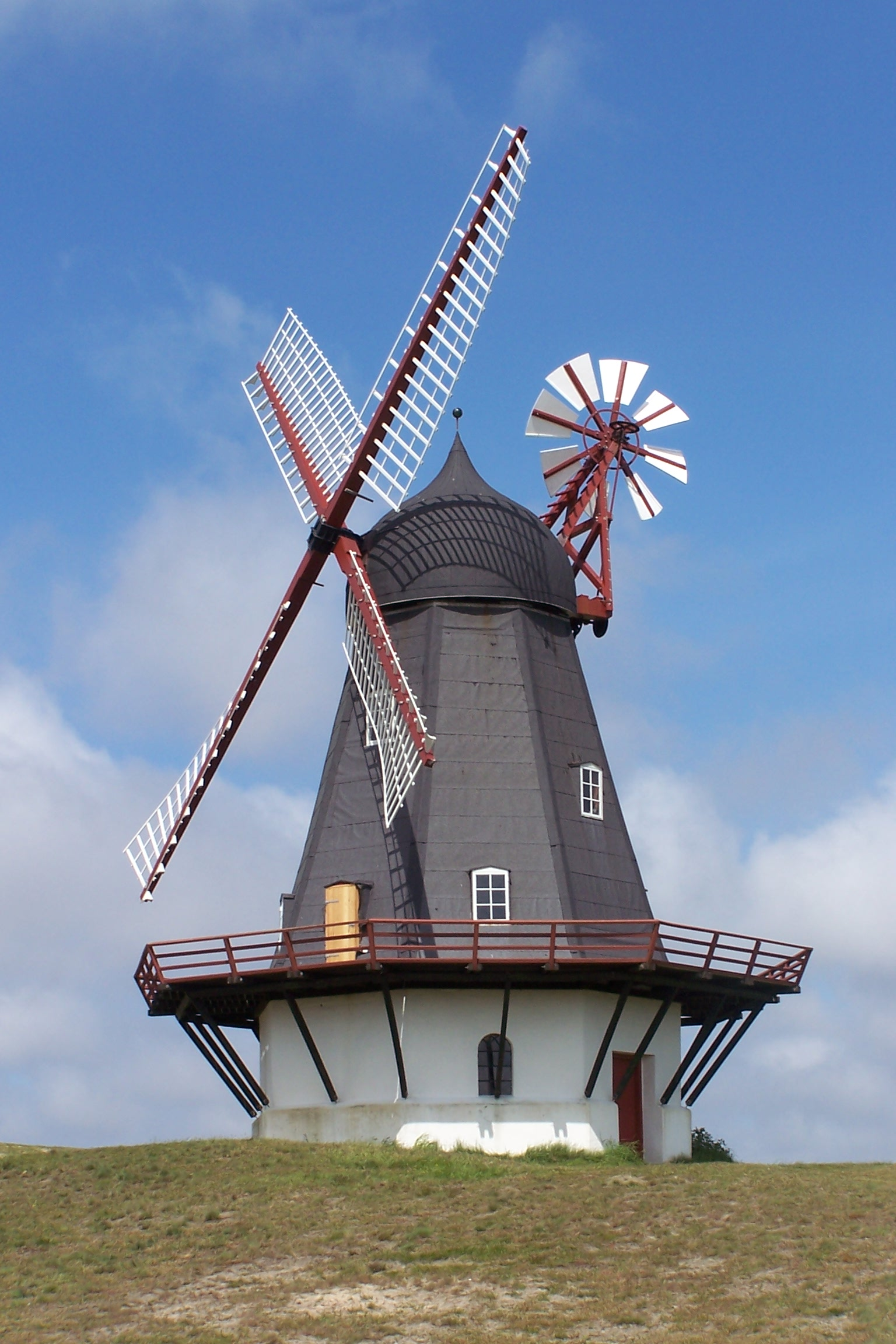
Cối xay gió Sønderho ở Fanø

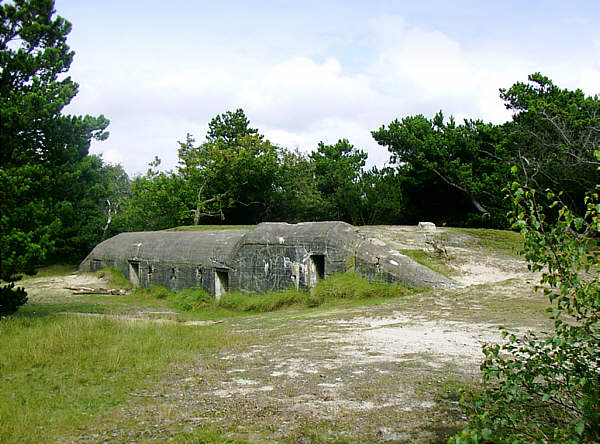
Hầm tránh bom (do Đức xây) ở Nybyvej phía đông Bãi biển Rindby

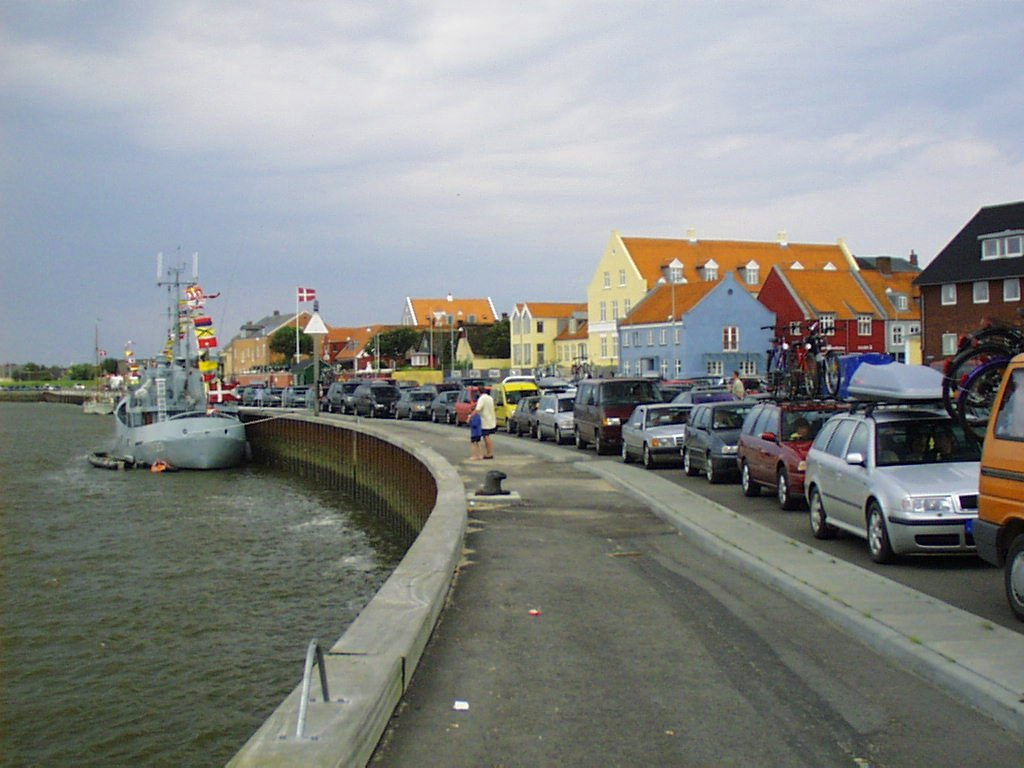
Cảng Nordby ở Fanø

Hầm tránh bom ở Halevejen phía đông Rindby

Fanø là 1 đảo của Đan Mạch, nằm trong Vùng biển lội của Đan Mạch (Danish Wadden Sea) ở Bắc Hải gần sát bờ phía tây của bán đảo Jutland. Về hành chính Fanø là 1 thị xã. Sau cuộc cải cách hành chính ngày 1.1.2007, thị xã Fanø trực thuộc Vùng Nam Đan Mạch

## Địa lý
Đảo có chiều dài 16 km, rộng 5 km, nằm gần sát thành phố Esbjerg trên bán đảo Jutland và nối giao thông với Esbjerg bằng tàu phà. Đảo có nhiều truông trảng cây thạch thảo và 1 rừng thông nhỏ. Ở bờ phía tây có các bãi cát đẹp và nông. Ở bờ tây bắc có cồn cát gọi là "Søren-Jessens-Sand".

## Dân số
Fanø có 3.170 dân (năm 2007), sống trong 3 thành phố chính là Nordby ở phía bắc (lớn nhất), Sønderho, ở phía nam và Rindby, ở giữa đảo.

## Lịch sử
Thời xưa Fanø là đất của vương quốc. Năm 1231 Fanø được ghi trong Sổ địa bạ của vua Valdemar. Sau đó, năm 1741 dân Fanø mua đất của vua trong 1 cuộc đấu giá ở Ribe. Trước năm 1741, dân Fanø sống chủ yếu bằng nghề đánh cá. Cho tới năm 1807 đảo tăng trưởng mạnh nhờ việc đóng tàu và đội thương thuyền lớn.
Trong cuộc chiến tranh với Anh từ 1807 tới 1814, Fanø mất phần lớn đội thương thuyền của mình, và kinh tế trở nên trì trệ. Sau năm 1840 ngành đóng tàu của đảo lại phát triển, cho tới năm 1896 là thời kỳ vàng son của đảo. Thời kỳ từ 1768 tới 1896 Fanø đã đóng khoảng 1.100 tàu và là một trong 4 đội thương thuyền lớn nhất Đan Mạch. Gần 20 năm sau đội thương thuyền này hầu như bị biến mất. 
Trong thế chiến thứ hai, nhiều người dân Fanø làm việc trên các tàu buôn Đan Mạch và chở đồ tiếp tế cho quân Đồng Minh đã bị hy sinh khi đụng thủy lôi hoặc bị tàu của Đức tấn công. Quân Đức cũng chiếm đảo và tăng cường phòng thủ để che chở cho Sân bay Esbjerg được dùng làm sân bay quân sự. Có tất cả khoảng 400 hầm tránh bom được Đức xây dựng ở Fanø và nhiều bãi mìn cùng tuyến đường sắt. Ngày nay vẫn còn vết tích các hầm tránh bom đó cùng các tháp chiến xa với đại bác của Đức.

## Các nhà thờ
Đảo có 2 nhà thờ ở Sønderho và Nordby. Nhà thờ Sønderho hiện nay được xây năm 1782 trên nền của nhà thờ cũ (bị phá vì nhỏ). Bồn nước rửa tội của nhà thờ có từ thế kỷ 12 và chậu rửa tội gốc từ Hà Lan từ thế kỷ 17. Tấm tranh sau bàn thờ của nhà thờ cũ từ năm 1717. Nhà thờ Nordby xây năm 1786 thay nha thờ cũ được phá đi cùng năm. Bức tranh sau bàn thờ từ năm 1622 và nóc tòa giảng từ năm 1620. Bồn nước rửa tội từ cuối thế kỷ 15. Cả ba thứ trên đều từ nhà thờ cũ ở Rindby .

## Kinh tế
Dân Fanø sống chủ yếu bằng việc kinh doanh du lịch quanh năm, nhất là mùa hè. Mỗi mùa hè có khoảng 30.000 du khách tới thăm các bãi cát đẹp và xem các chim di trú trong vùng biển lội, cùng các thắng cảnh khác.